# Ветчинкин, Михаил Николаевич
Михаил Николаевич Ветчинкин (1902—1962) — сельскохозяйственный деятель, Герой Социалистического Труда (1949).

## Биография
Михаил Николаевич Ветчинкин родился 23 мая 1902 года в Курске. В 1920 году окончил единую трудовую школу, после чего работал инструктором спорта и допризывной подготовки Тимского районного участка Курского гарнизона. В 1922—1924 годах служил в Рабоче-Крестьянской Красной Армии. Демобилизовавшись, работал в органах прокуратуры в Курске. В 1935 году окончил вечернее отделение Воронежского зооветеринарного института, после чего был направлен на работу старшим зоотехником в совхоз в Винницкой области. С 1937 года стал преподавать на кафедре разведения сельскохозяйственных животных того же института, где ранее учился.
В годы Великой Отечественной войны активно участвовал в организации эвакуации крупного рогатого скота и сельскохозяйственного имущества, работал старшим зоотехником в подмосковном совхозе. С марта 1947 года работал директором племенного совхоза «Караваево» Костромского района Костромской области.
В 1948 году совхоз «Караваево» показал высокую производительность — от каждой коровы было получено в среднем по 6528 килограммов молока.
Указом Президиума Верховного Совета СССР от 12 июля 1949 года «в соответствии с Указом Президиума Верховного Совета СССР от 16 сентября 1947 года за получение высокой продуктивности животноводства в 1948 году при выполнении совхозом плана сдачи государству продуктов животноводства и полеводства и выполнении государственного плана развития животноводства по всем видам скота» Михаил Николаевич Ветчинкин был удостоен высокого звания Героя Социалистического Труда с вручением ордена Ленина и медали «Серп и Молот». Помимо него, тем же Указом звание Героя Социалистического Труда было присвоено ещё двадцати работникам совхоза.
В 1960 году Ветчинкин вышел на пенсию. Умер 19 декабря 1962 года, похоронен в селе Поддубное Костромского района Костромской области.
Был награждён четырьмя орденами Ленина, орденом «Знак Почёта» и рядом медалей.